# Emeric Bebek II
Emeric Bebek II (en hongrois Bebek Imre)  était voïvode de Transylvanie entre 1446 et 1448.

## Source
- (ro) Cet article est partiellement ou en totalité issu de l’article de Wikipédia en roumain intitulé « Emeric Bebek al II-lea » (voir la liste des auteurs).